# میز پیش‌آینه

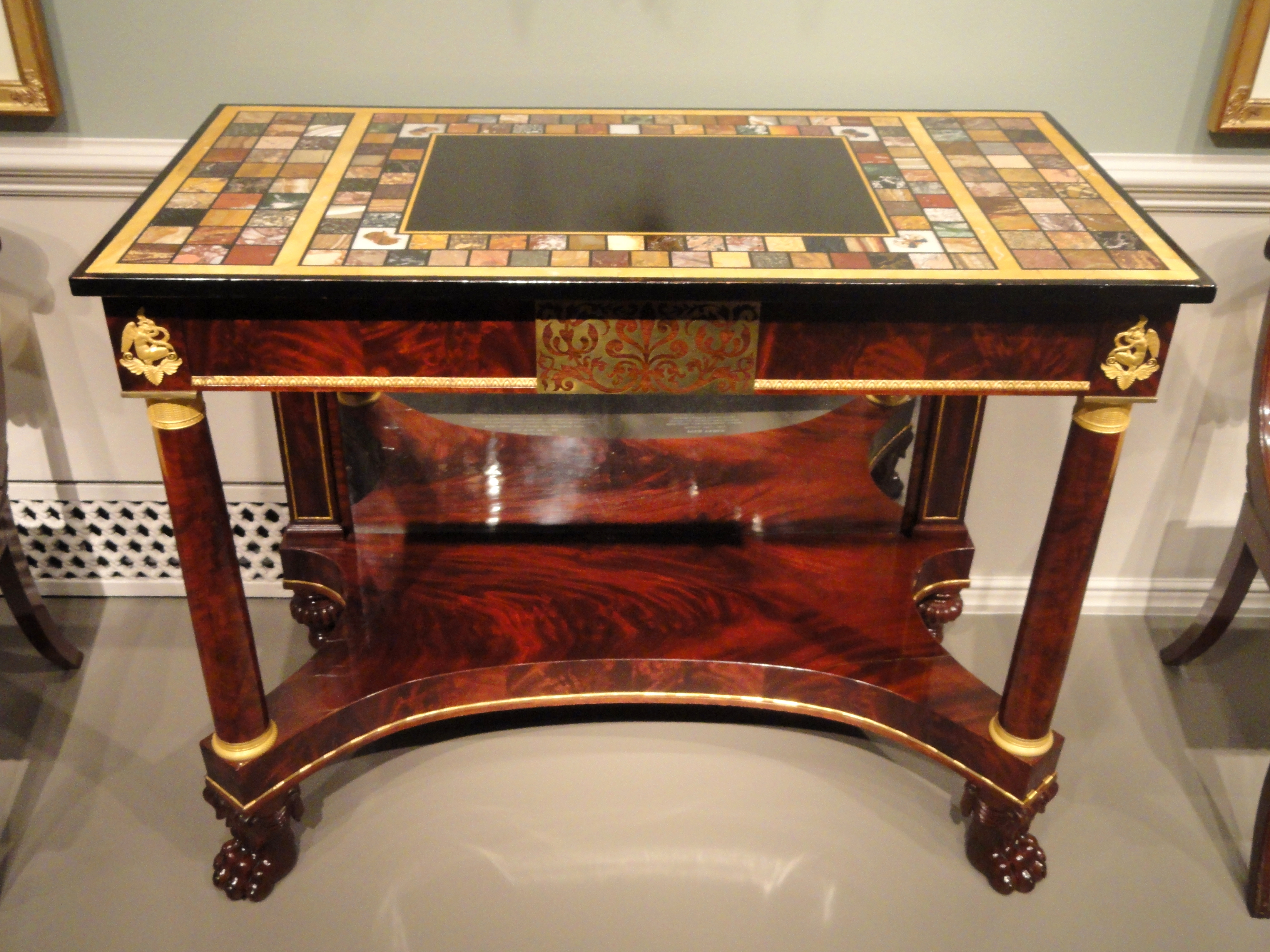
یک میز پیش‌آینه که در میان ۱۸۱۵ تا ۱۸۲۵ میلادی در بوستون ماساچوست ساخته شده است

میز پیش‌آینه یا کنسول (به فرانسوی: console) میزی به شکل یک‌نیمه‌میز با دو یا سه یا چهارپایه است که معمولاً در زیر آینه و چسبیده به دیوار قرار داده می‌شود.

## تاریخچه
میز پیش‌آینه در سده‌های ۱۵۰۰ و ۱۶۰۰ میلادی در اروپا تکامل یافت. در ۲۵ سال پایانی سدهٔ ۱۶۰۰ میلادی در انگلستان محبوب گشت. این میز در میانهٔ سدهٔ ۱۷۰۰ میلادی در آمریکای شمالی شناخته شد و از میان تا پایان سدهٔ ۱۸۰۰ میلادی به کالای محبوبی بدل گردید. این میز به پوشاندن دیوار کمک می‌کرد و معمول بود که همراه با یک آینه باشد. نخست آینه در میان پایه‌ها بود ولی بعدها به بالای میز انتقال یافت.